# Huonia daphne
Huonia daphne är en trollsländeart som beskrevs av Maurits Anne Lieftinck 1953. Huonia daphne ingår i släktet Huonia och familjen segeltrollsländor. Inga underarter finns listade i Catalogue of Life.